# Toon Disney
Toon Disney fue un canal de televisión por suscripción estadounidense, propiedad de The Walt Disney Company que transmitía mayoritariamente series animadas infantiles y juveniles. El canal fue un spin-off de Disney Channel, transmitiendo 24 horas de series animadas, con algunas excepciones. Su formato fue muy similar al de Cartoon Network, Disney Channel y Nickelodeon en sus inicios. Estuvo enfocado a niños entre 2 y 11 años de edad.
En 2004, en algunos países como en Estados Unidos, Japón e India, el canal empezó a transmitir un bloque nocturno llamado Jetix enfocado a niños entre 7 y 14 años. Fuera de estos países, Jetix fue el canal sustituto de Fox Kids, que Disney había comprado anteriormente. Tanto Toon Disney como Jetix fueron sustituidos por Disney XD.
Como otros canales pertenecientes a Disney, Toon Disney empezó a emitirse en alta definición en 2008 solamente en Estados Unidos.
En algunos países de Europa en donde Toon Disney estaba presente, el canal fue reemplazado por Disney Cinemagic.

## Historia
La señal debutó el 18 de abril de 1998 (fecha en la que Disney Channel cumplía 15 años al aire). Originalmente el canal emitía series animadas de Disney provenientes de The Disney Afternoon como Patoaventuras y La Tropa Goofy, junto con series animadas de DiC Entertainment que era propiedad de Disney en ese entonces. Durante el primer año del canal, un bloque de programas de Toon Disney era emitido en Disney Channel los domingos por la noche, como un avance o "preview" del canal para suscriptores interesados.
Durante la década de los 2000, el canal ganó variedad de nueva programación proveniente del gran archivo de animación de Disney. Muchos programas del bloque sabatino Disney's One Saturday Morning emitido en ABC, tales como Recreo, 101 dálmatas: la serie, Lloyd del Espacio y Pepper Ann se unieron a Toon Disney, la mayoría sin sacarles espacio a los programas viejos. Con la adición de Jetix en 2004, muchos de los programas antiguos del canal salieron del aire.
El canal tenía versiones en Escandinavia, Italia, India, Japón, Israel, España y Reino Unido.

## Logotipos
| Período   | Características |
| --------- | --- |
| 1998-2001 | El primer logotipo de Toon Disney se basó en el de Disney Channel de 1997, que simulaba la pantalla de un televisor. Normalmente, aparecía el personaje de un programa de Toon Disney, que al salir de la "pantalla" en este logo, parecía que esta se rompía. |
| 2001-2004 | Un logo más actualizado fue introducido en 2001, pero todavía se siguió usando el "logotipo de la TV" de Disney Channel en pantalla azul celeste, pero esta vez, las letras de la palabra "TOON" se arreglan en una manera "bouncy", substituyendo al "TOON" curvado y sobrepuesto encima de "las orejas" de la pantalla del televisor. El logo de "Disney" en amarillo también era mucho más grande aquí. Este logotipo fue utilizado en la tanda con el anterior hasta el 1º de septiembre de 2002. La versión 3D del logotipo sólo se utiliza en bumpers, promos y comerciales. |
| 2004-2005 | El siguiente logotipo fue introducido en 2004, para mantenerse en línea con el de Disney Channel en ese momento. Este consistía en poseer la cabeza de Mickey Mouse con apariencia metálica en borde plateado y en color azul, la palabra "TOON" en rojo y "Disney" en amarillo. Este logotipo fue utilizado hasta 2005, pero todavía se mostaraba en los bumpers y promos de Jetix. |
| 2005-2009 | En 2005 se le modificaron los colores al logotipo, principalmente la figura con forma de la cabeza de Mickey en color rojo delineado de negro, la palabra "TOON" en amarillo con contorno negro y "Disney" también en amarillo. Este logo fue utilizado para los canales internacionales a partir del 15 de marzo de 2003, antes de estrenarse en los Estados Unidos. Este logo se usó hasta el 13 de febrero de 2009, cuando Toon Disney fue reemplazado por Disney XD. |